# Anthonie Begeer
Anthonie Begeer (Gouda, 5 december 1856 - Weiser Hirsch, 7 mei 1910) was een Nederlandse edelsmid en directeur van de Koninklijke Utrechtse Fabriek van Zilverwerken te Utrecht.
Anthonie Begeer wordt op 5 december 1856 te Gouda geboren als jongste zoon van de goud- en zilverkashouder en fabrikant Bastiaan Begeer en Phillipina Jilleba. Het geslacht Begeer in Gouda is een bekend geslacht van pijpmakers. De oudste broer van Bastiaan, Hermanus Begeer heeft het pijpmakersbedrijf van hun vader Willem Begeer voortgezet. Anthonie treedt echter in de voetsporen van zijn vader en oudere broer Carel Joseph. Hij wordt hulp-stempelsnijder bij de Rijksmunt te Utrecht. Na het overlijden van zijn broer Carel Joseph volgt hij deze in 1879 op als directeur van de Utrechtse Fabriek van Zilverwerken te Utrecht.
Anthonie trouwt in 1881 te Utrecht met - de weduwe van zijn broer - Margje Johanna Straver. Hun zoon Carel Joseph Anton Begeer komt - na een brede opleiding genoten te hebben op het terrein van handel, kunst en techniek - in 1904 in het bedrijf van zijn vader als artistiek leider. In 1908 wordt hij mede-vennoot en na het overlijden van Anthonie Begeer in 1910 volgt hij zijn vader op als directeur. Met een fusie in 1919 wordt de basis gelegd van 'Koninklijke Nederlandsche Edelmetaal Bedrijven Van Kempen, Begeer en Vos (K.N.E.B.)', later de 'Koninklijke Van Kempen en Begeer' allereerst gevestigd te Voorschoten en vanaf 1985 te Zoetermeer.
Begeer ligt begraven op de 2e Algemene Begraafplaats Kovelswade.

## Afbeeldingen

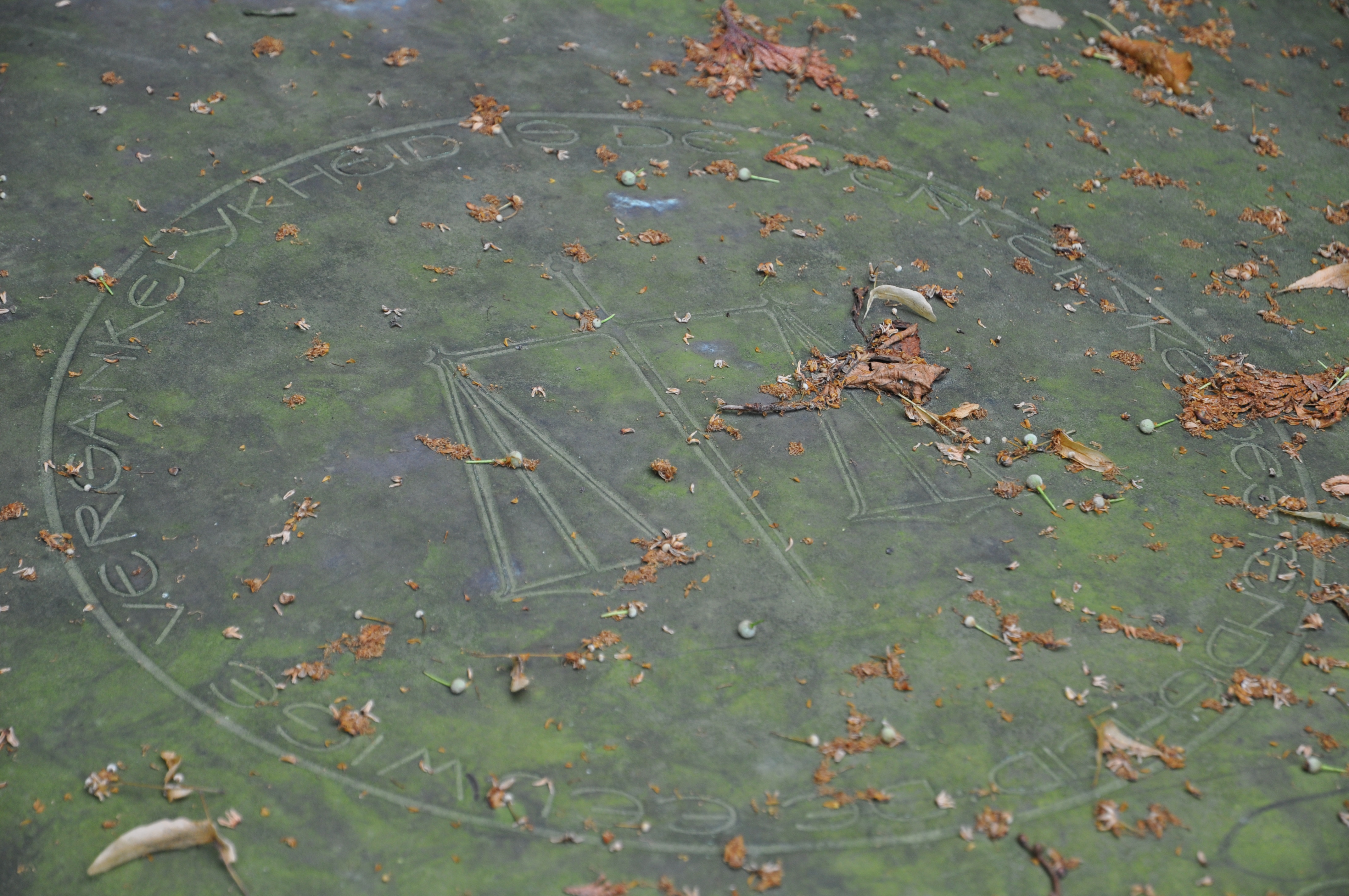
Dekplaat op het graf van Anthonie Begeer op de 2e Algemene Begraafplaats Kovelswade